# Doroslovo

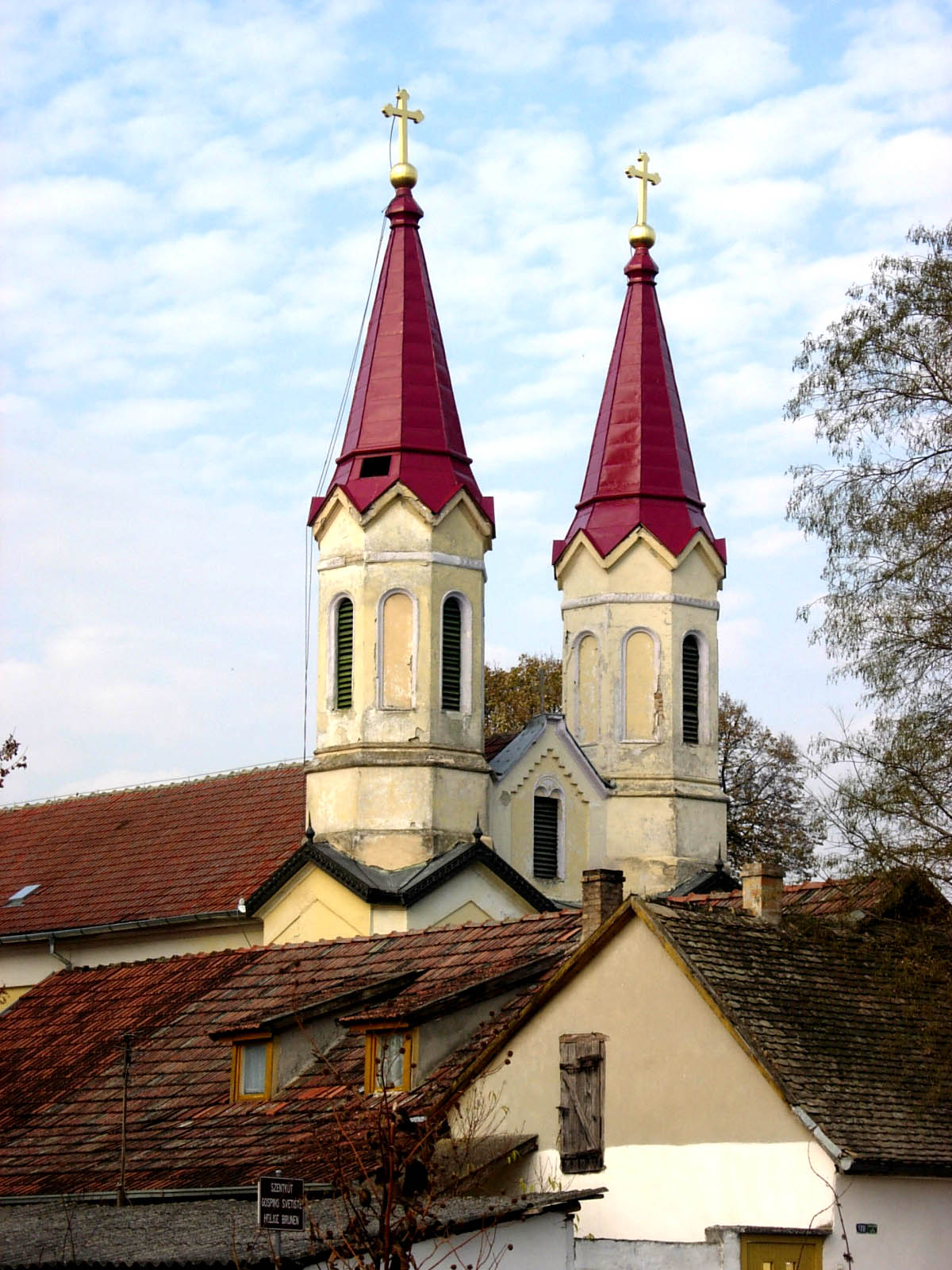
L'église de la Mère-de-Dieu-au-secours-des-Chrétiens près de Doroslovo

Doroslovo (en serbe cyrillique : Дорослово ; en hongrois Doroszló) est une localité de Serbie située dans la province autonome de Voïvodine et sur le territoire de la ville de Sombor, district de Bačka occidentale. Au recensement de 2011, elle comptait 1 485 habitants.
Officiellement classé parmi les villages de Serbie, Doroslovo est situé entre Sombor et Novi Sad, à 15 km de Sombor, à 60 km de Novi Sad et à 45 km d'Osijek en Croatie. La localité est célèbre pour son pèlerinage chrétien.

## Histoire
Le sanctuaire de la fontaine miraculeuse de Bajkút, aujourd'hui appelé Szentkút (« le puits sacré »), est situé près de Doroslovo. Il est connu depuis le Moyen Âge. À cette époque, la région appartenait au royaume de Hongrie.
Doroslovo fut probablement construit près d'un monastère fondé au XIIe siècle, en souvenir du martyr Saint Lõrinc ; ce monastère est à présent ruiné.
Les premiers documents témoignant de l'existence de Bajkút remontent à 1382 ; ils évoquent également la fontaine miraculeuse. La localité devint la propriété des religieuses du monastère ; elle le resta par la suite jusqu'à la conquête ottomane au XVIe siècle.
La localité fut prise par les Habsbourg à la fin du XVIIe siècle. En 1918, elle fit partie du royaume des Serbes, Croates et Slovènes et connut les vicissitudes historiques de la Yougoslavie.

## Démographie

### Évolution historique de la population
| 1948  | 1953  | 1961  | 1971  | 1981  | 1991  | 2002  | 2011  |
| ----- | ----- | ----- | ----- | ----- | ----- | ----- | ----- |
| 2 906 | 2 835 | 2 669 | 2 339 | 2 131 | 1 864 | 1 830 | 1 485 |

|  |